# Boeing 747SCA
Boeing 747SCA (розшифровується як Shuttle Carrier Aircraft) — літак для транспортування космічних човників, створений шляхом глибокої модифікації Boeing 747-100. У варіант SCA було конвертовано два літаки, які раніше були в комерційній експлуатації — один Boeing 747-100 і один Boeing 747-100SR.
Використовувалися для перевезення шатлів від місця посадки до стартового комплексу, що розташовувався на Меррітт-Айленд, при цьому шаттли кріпилися над фюзеляжем за допомогою спеціальних завантажувально-розвантажувальних пристроїв. Boeing 747SCA використовувалися за прямим призначенням аж до закінчення експлуатації шатлів у 2011 році.